# Louis de Silvestre

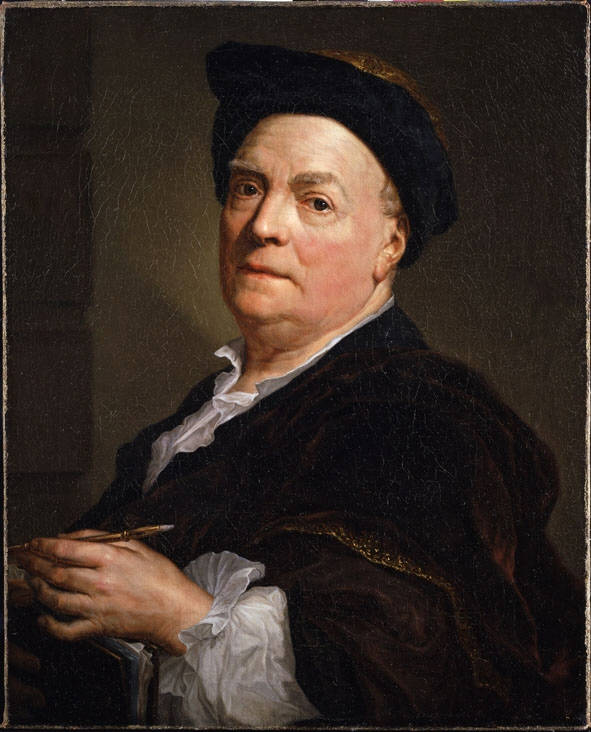
Retrato de Louis de Silvestre por Anton Raphael Mengs. Madrid, Real Academia de Bellas Artes de San Fernando.

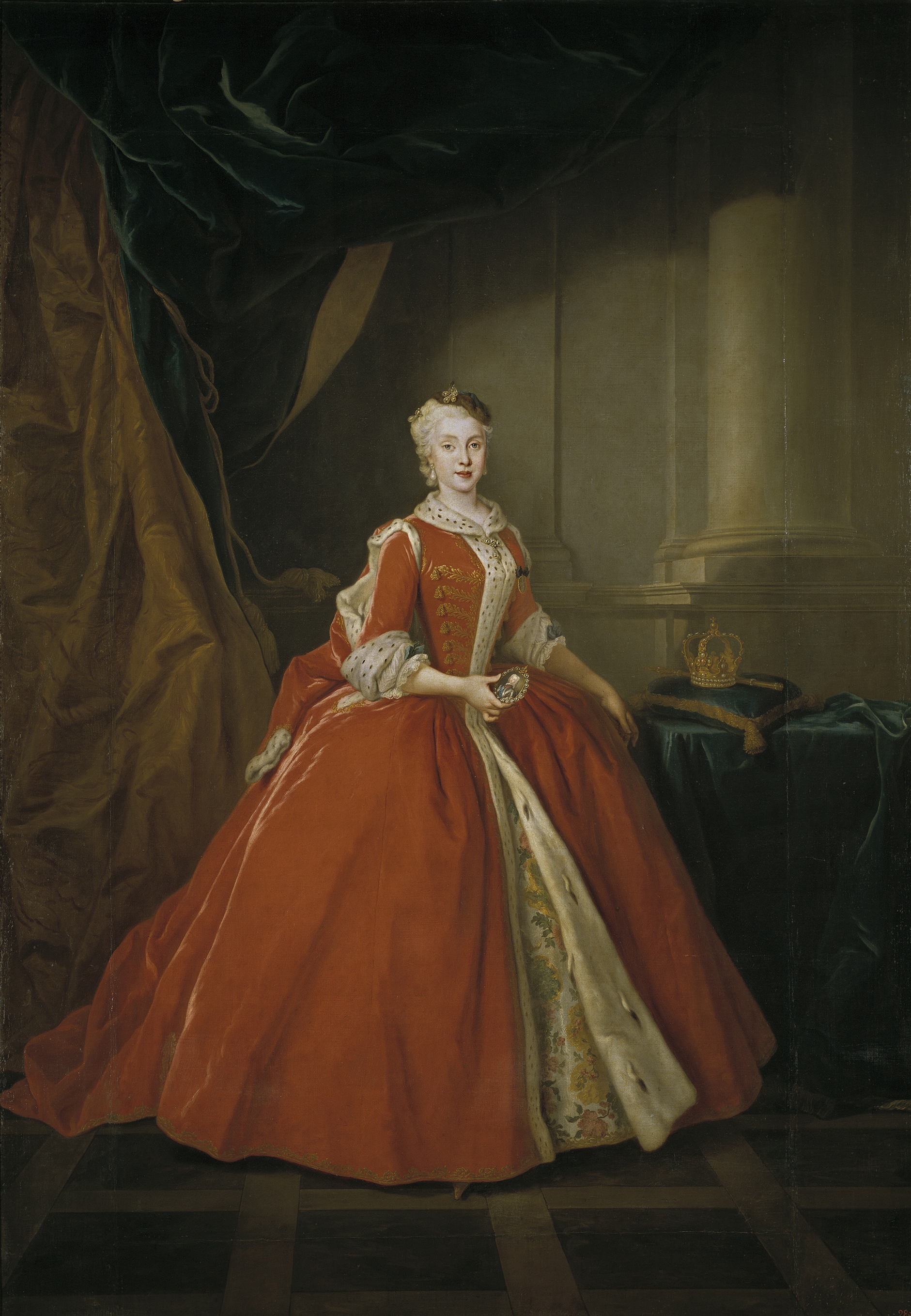
María Amalia de Sajonia, reina de España, 1738, óleo sobre lienzo, 260 x 181 cm, Madrid, Museo del Prado.

Louis de Silvestre el Joven (Sceaux, 23 de junio de 1675-París, 12 de abril de 1760) fue un pintor francés, primer pintor del rey de Polonia y director de las academias de pintura de Dresde y de París.

## Biografía y obra
Cuarto hijo de Israël Silvestre, grabador del rey, y de Henriette Selincart, fue bautizado el 23 de junio de 1675 en la parroquia de Saint-Germain-l’Auxerrois, actuando de padrinos Louis de Vermandois, almirante de Francia, quien le dio el nombre, y Mademoiselle de Blois. En la Academia de París fue alumno de Charles Le Brun y, a la muerte de este, de Bon Boullogne. En 1694 concursó al premio de Roma, sin éxito. No obstante hizo el obligado viaje a Italia y en Roma recibió lecciones de Carlo Maratta. De regreso en París fue admitido en 1702 en la Academia, de la que fue nombrado profesor titular en 1706 y vicerrector en 1720.
Pintor de historia, recibió importantes encargos para las iglesias de París, entre ellas una serie dedicada a San Benito para Saint-Martin-des-Champs (dispersa entre el Museo del Louvre y varios museos provinciales) y un lienzo de gran tamaño representando a San Pedro y el paralítico, pintado para la catedral de Notre-Dame de París (Museo de Arras), en la tradición de Eustache Le Sueur. Además, y en un estilo más cercano al barroco de Charles de La Fosse, pintó algunos motivos mitológicos. En septiembre de 1714 Luis XIV recibió en Versalles a Federico Augusto de Sajonia, hijo del príncipe elector y futuro rey de Polonia. Silvestre pintó el encuentro (Palacio de Versalles) en un lienzo utilizado como modelo para la fabricación de tapices. Posteriormente, con empleo de primer pintor del rey de Polonia Augusto II, marchó a Dresde en 1716. Los treinta y dos años siguientes residió entre Sajonia y Varsovia, con algunos viajes a Prusia y Bohemia, realizando un trabajo abundante –con ayuda de sus muchos discípulos—, tanto en pintura historiada y decorativa al óleo y al fresco, en gran parte destruida como consecuencia de la Segunda Guerra Mundial, como en retratos. Fiel a la tradición del retrato oficial abordó los retratos de Augusto II, de su hijo y de los restantes miembros de la corte. A este género pertenece el único cuadro de Silvestre conservado en el Museo del Prado: el retrato de esponsales de María Amalia de Sajonia vestida a la moda polaca, con ocasión de su compromiso con Carlos VII de Nápoles, el futuro Carlos III de España.
En 1727 fue nombrado director de la Academia de Pintura de Dresde y en 1741 Augusto III reconoció su labor otorgándole carta de nobleza. Sintiéndose anciano, en 1748 solicitó permiso para retornar a Francia donde fue bien acogido por sus compañeros académicos, que en 1752, a la muerte de Charles-Antoine Coypel, lo eligieron su director, cargo para el que será reelegido hasta su muerte. Falleció en las galerías del Louvre, donde residía desde 1755 con una pensión de mil coronas concedidas por Luis XV para compensarle por las pérdidas que le había ocasionado la invasión prusiana de Sajonia en el curso de la Guerra de los Siete Años.